# Neksø Kommune
Neksø Kommune i Bornholms Amt blev dannet ved kommunalreformen i 1970. I 2003 indgik den i Bornholms Regionskommune sammen med Allinge-Gudhjem Kommune, Hasle Kommune, Rønne Kommune og Aakirkeby Kommune samt Bornholms Amt.

## Tidligere kommuner
Nexø havde været købstad, men det begreb mistede sin betydning ved kommunalreformen. 3 sognekommuner blev lagt sammen med købstæderne Nexø og Svaneke til Neksø Kommune:
| Kommune         | Folketal 1. januar 1970 | Byer               |
| --------------- | ----------------------- | ------------------ |
| Nexø Købstad    | 3.491                   | Nexø               |
| Svaneke Købstad | 1.176                   | Svaneke            |
| Bodilsker       | 1.383                   | Balka              |
| Ibsker          | 1.548                   | Listed og Aarsdale |
| Poulsker        | 1.193                   | Snogebæk           |
| I alt           | 8.791                   |                    |

## Sogne
Neksø Kommune bestod af følgende sogne:
- Bodilsker Sogn (Sønder Herred)
- Ibsker Sogn (Øster Herred)
- Nexø Sogn (Sønder Herred)
- Poulsker Sogn (Sønder Herred)
- Svaneke Sogn (Øster Herred)

## Byer
| Kommunens største byer |          |                   |
| Nr                     | By       | Indbyggere (2025) |
| 1                      | Nexø     | 3.657             |
| 2                      | Svaneke  | 1.090             |
| 3                      | Snogebæk | 682               |
| 4                      | Aarsdale | 266               |

## Valgresultater
| 8 | 2 | 1 | 6 |

| 16 |

| 5 | 1 | 10 | 1 |

| 16 |

| 6 | 1 | 9 | 1 |

| 15 |

| 6 | 1 | 9 | 1 |

| 15 |

| 6 | 1 | 1 | 7 | 2 |

| 14 | 3 |

| 7 | 1 | 1 | 6 | 1 | 1 |

| 13 | 4 |

| 6 | 8 | 3 |

| 12 | 5 |

| 8 | 7 | 2 |

| 11 | 6 |

| 9 | 1 | 3 |

| 8 | 5 |

## Borgmestre[3]
| Periode   | Navn                    | Parti             |
| --------- | ----------------------- | ----------------- |
| 1970-1989 | Preben Holm-Jensen      | Venstre           |
| 1990-1993 | Svend Gunnar Kofoed-Dam | Venstre           |
| 1994-2002 | Annelise Molin          | Socialdemokratiet |

## Svaneke Rådhus
Svaneke Rådhus på Storegade 24 blev opført i 1858 og er det bedst bevarede af Bornholms råd- og tinghuse fra den tid. Rådhussalen på 1. sal blev udvidet og benyttet som Neksø Kommunes byrådssal 1970-2002.Det er medborgerhus for foreninger.

## Neksø Rådhus
Neksø Rådhus blev solgt i 2014 og er i dag Bed and Breakfast-hotel.